# Goring
Goring är en ort och en civil parish, vars officiella namn är  Goring-on-Thames, i South Oxfordshire i Storbritannien.   Den ligger i grevskapet Oxfordshire och riksdelen England, i den södra delen av landet, 70 km väster om huvudstaden London. Goring ligger 54 meter över havet och antalet invånare är 4 022. Byn nämndes i Domedagsboken (Domesday Book) år 1086, och kallades då Garinges.
Terrängen runt Goring är huvudsakligen platt. Goring ligger nere i en dal som går i nord-sydlig riktning. Runt Goring är det tätbefolkat, med 308 invånare per kvadratkilometer. Närmaste större samhälle är Reading, 13,4 km sydost om Goring. Trakten runt Goring består till största delen av jordbruksmark.